# 劳里茨·朔夫
劳里茨·朔夫（德語：Lauritz Schoof，1990年10月7日—），德国男子赛艇运动员。他曾代表德国参加2012年和2016年夏季奥林匹克运动会赛艇比赛，获得二枚金牌，均来自于男子四人双桨项目。